# Rakovina tlustého střeva
Pojem rakovina tlustého střeva označuje nádorové onemocnění tlustého střeva. V drtivé většině případů se jedná o kolorektální karcinom, proto se tyto pojmy obvykle chápou jako synonyma. Vzácněji však může být tlusté střevo postiženo i jinými typy nádorů, např. lymfomem, hemangiomem, sarkomem nebo metastázami jiných nádorů.
Komplikace s názvoslovím jsou ještě horší kvůli slovu rakovina, které někdy označuje pouze karcinom, jindy jakékoliv nádorové onemocnění.

## Vyšetření
Klasické vyšetření na přítomnost rakoviny tlustého střeva probíhá kolonoskopií, která zjišťuje polypy. Novou metodou vyšetření vyvinula izraelská společnost Bio Mark, která má spočívat v testování krevního vzorku. Přesnost tohoto nového vyšetření je 80% a společnost vycházela z výzkumu profesora lékařství a gastroenterologie Nadira Arbera z Telavivské univerzity. Vyšetření na základě krevního vzorku je výrazně levnější (50–100 amerických dolarů oproti 1 500 dolarům).

## Příznaky karcinomu tlustého střeva
- do určitého stádia se příznaky nemusí objevit
- bolesti břicha
- krvácení ze zažívacího traktu (krev může být vidět – makroskopická, ale také ji nemusíme pouhým okem rozeznat – mikroskopická)
- poruchy vyprazdňování – střídání zácpy a průjmu
- únava, slabost
- anémie – z důsledku krvácení

## Rizikové faktory
Existuje statisticky významný vztah mezi množstvím snědeného masa a rizikem vzniku rakoviny tlustého střeva, každých 100 gramů denně zkonzumovaného červeného masa zvyšuje riziko onemocnění o 17 %.